# Кронауська волость
Кронауська волость — адміністративно-територіальна одиниця Херсонського повіту Херсонської губернії.
Станом на 1886 рік складалася з 14 поселень, 14 сільських громад. Населення — 3426 осіб (1802 чоловічої статі та 1624 — жіночої), 620 дворових господарства.
|                     | Площа, десятин | У тому числі орної, дес. |
| ------------------- | -------------- | ------------------------ |
| Сільських громад    | 24318          | 14793                    |
| Приватної власності | —              | —                        |
| Іншої власності     | —              | —                        |
| Загалом             | 24318          | 14793                    |

Найбільше поселення волості:
- Кронау — колонія німців за 140 верст від повітового міста, 352 особи, 64 двори, молитовний будинок, школа, 3 лавки.
- Ландау — колонія німців, 294 особи, 60 дворів, школа.
- Шенталь — колонія німців, 312 осіб, 68 дворів, школа.

7 (20) листопада 1917 року, відповідно до Третього Універсалу Української Центральної Ради, увійшла до складу Української Народної Республіки.